# Bernardo Tolomei
Svatý Bernardo Tolomei (1272–1348) byl italský teolog, zakladatel olivetánů. V římskokatolické církvi připadá jeho památka na 20. srpna. Kanonizován byl Benediktem XVI. 26. dubna 2009.

## Život
Giovanni Tolomei se narodil v Sieně v Toskánsku. Zvolil si italskou podobu jména Bernarda z Clairvaux Bernardo jako výraz obdivu k tomuto světci. Vzdělával se u svého strýce Christophera Tolomeo. Toužil stát se řeholníkem, ale jeho otec nesouhlasil. Bernard tedy pokračoval ve studiích v laickém prostředí. Po kursu filosofie a matematiky se věnoval studiu civilního a kanonického práva a teologie. Nějaký čas sloužil v armádě Rudolfa I. Habsburského. Po návratu do Sieny byl občany zvolen do nejvyšší pozice v městském parlamentu. Během tohoto povolání byl zasažen slepotou. Když se mu zrak vrátil, což přisuzoval zásahu Panny Marie, odešel na osamělé místo asi deset mil od Sieny a oddal se velmi prostému životu.
Pověst o jeho ctnostech brzy přilákala mnoho zvědavců, až byl Bernard obviněn z hereze. Odešel do Avignonu a bez obtíží se obhájil před papežem Janem XXII. Po návratu založil řád Blahoslavené Panny z Olivové hory (olivetáni) podle Řehole sv. Benedikta. Posláním nového řeholního společenství měla být zvláštní úcta k Blahoslavené Panně. Guido, biskup z Arezza, v jehož diecézi byla řeholní komunita zformována, potvrdil její stanovy v roce 1319. Řád došel uznání i ze strany papežů Janem XXII., Klementem VI. a Řehořem XI. Když v Arezzu udeřil mor, Bernard se svými mnichy pečoval o nemocné. On i mnoho jeho spolubratří olivetánu se nakazilo a podlehlo smrtelné chorobě.
Bernard zemřel ve věku 76 let – z toho plných 27 let vedl řeholní komunitu, kterou sám založil. Po jeho smrti bylo zaznamenáno mnoho zázraků na jeho přímluvu. V roce 1634 byl beatifikován. Kanonizace se mu dostalo 26. dubna 2009 Benediktem XVI.